# Carybdea rastoni
Carybdea rastoni är en nässeldjursart som beskrevs av Johann Wilhelm Haacke 1886. Carybdea rastoni ingår i släktet Carybdea och familjen Carybdeidae. Inga underarter finns listade i Catalogue of Life.